# Shen Fuzong
Michael Alphonsius Shen Fu-Tsung  també conegut com a Michael Sin, Michael Chin-fo-tsoung, Shen Fo-tsung i Shen Fuzong (xinès: 沈福宗; pinyin: Shěn Fúzōng), fou el primer xinès que va visitar Itàlia, França i Gran Bretanya.

## Biografia
Shen Fuzong nasqué a Nanjing vers l'any 1657 i morí el 1691. Fill d'un metge xinès de religió catòlica. En ésser batejat com a cristià va rebre el nom Michael. Dominava els clàssics xinesos i coneixia el llatí. El jesuïta dels Països Baixos espanyols, Philippe Couplet, encarregat pel Vaticà per informar sobre els afers de l'Extrem Orient, el va escollir per acompanyar-lo a Europa. Inicialment havia triat el jesuïta xinès Wu Li (1632-1718), conegut poeta i pintor però, comptava ja amb 50 anys i es va considerar que el viatge li seria massa dur. Van embarcar cap a Macau el 4 de desembre de 1681. Van arribar al port occidental de Batavia (actualment Jakarta, on es van veure obligats a romandre un any aproximadament. Finalment, van partir en direcció Europa el 3 de febrer de 1683, arribant a Enkhuysen el mes d'octubre.

## Estada a Europa
Va tenir importants contactes en els anys que va viure a Europa i la seva presència despertà un interès creixent per la Xina. Va viatjar a França (setembre 1684). Va ser rebut pel Papa Innocenci XI (juny 1685). I va anar a Anglaterra on fou rebut pel rei Jaume II. En aquest país l'orientalista Thomas Hyde el va invitar a anar a Oxford, i també es va entrevistar amb el químic Robert Boyle (1687). Poc abans de la caiguda del monarca, Shen i Couplet van partir vers Lisboa on el 1690 Shen va efectuar els seus primers vots com a jesuïta. L'any següent va ésser enviat de nou a la Xina però sense que l'acompanyés Couplet ; no va arribar a la Xina: el 2 de setembre de 1691 va morir a bord del vaixell d'una malaltia epidèmica poc abans d'arribar a Moçambic.